# Massimo Cioffi
Massimo Cioffi (Telese Terme, 24 maggio 1997) è un rugbista a 15 italiano, utility back del Rugby Lazio.

## Biografia
Nativo di Telese ma cresciuto a Benevento, Massimo Cioffi è figlio di Franco, storico giocatore del club sannita, e fratello minore di Maria Grazia, rugbista internazionale.
Dopo il Benevento Cioffi entrò nell'orbita delle Accademie, prima in quella cittadina e poi entro in quella nazionale.
Nel 2016 si trasferì alla S.S. Lazio esordendo nel massimo campionato italiano.
Nel 2017 si trasferì al Rovigo e contemporaneamente arrivò la convocazione in Nazionale Under-20 con cui partecipò al Sei Nazioni di categoria e in estate al Mondiale giovanile. Nel polesine si conferma un ottimo realizzatore tanto che nel 2019 è eletto miglior giovane emergente. Nel 2019 venne inviato dalla franchigia federale delle Zebre in qualità di permit player, giocò la partita d'esordio il 5 ottobre con Dragons.

## Palmarès
- Campionati italiani: 1
Rovigo: 2020-21
- Coppe Italia: 1
Rovigo: 2019-20